# Ернст Абе
Ернст Карл Абе (23. јануар 1840 — 14. јануар 1905) био је немачки физичар, оптички научник, предузетник и социјални реформатор. Заједно са Отом Шотом и Карлом Цајсом развио је бројне оптичке инструменте. Такође је био сувласник компаније Carl Zeiss AG, немачког произвођача  микроскопа који се користе у научним истраживањима, астрономских телескопа, планетаријума и других напредних оптичких система.

## Лични живот
Ернст Карл Абе је рођен 23. јануара 1840. у Ајзенаху. Родитељи су му били Џорџ Адам Абе и Елизабет Кристина  Бархфелдт. Потицао је из скромног дома - отац му је био надзорник у предионици. Уз подршку послодавца свог оца, Абе је могао да похађа средњу школу и стекне општу квалификацију за упис на универзитет са прилично добрим оценама у Гимназији Ајсенах, коју је завршио 1857.  У тренутку када је напустио школу, његов таленат за науку и снажна воља већ су постали очигледни. Стога је, упркос тешкој финансијској ситуацији породице, његов отац одлучио да подржи Абеове студије на универзитетима у Јени (1857—1859) и Готингену (1859—1861). Током студија, Абе је држао приватне часове како би побољшао своје материјално стање. Послодавац његовог оца наставио је да га финансира. Абе је докторирао у Гетингену 23. марта 1861. Током школовања на њега су утицали Бернхард Риман и Вилхелм Едуард Вебер. Уследила су два кратка задатка у опсерваторији Готинген и у Физикалишер Вереин у Франкфурту (удружење грађана заинтересованих за физику и хемију које је основао Јохан Волфганг вон Готе 1824. године и постоји и данас).  8. августа 1863. квалификовао се за универзитетског предавача на Универзитету у Јени. 1870. године прихватио је уговор као ванредни професор експерименталне физике, механике и математике у Јени. 1871. оженио се са  Елсом Снел, ћерком математичара и физичара Карла Снела, једног од Абеових учитеља. Са њом је имао две ћерке. Статус редовног професора стекао је 1879. Постао је директор астрономске и метеоролошке опсерваторије у Јени 1878. Био је  члан Саксонске академије наука. Разрешен је наставничке дужности на Универзитету у Јени 1891. године. Абе је умро 14. јануара 1905. године у Јени.

## Животна дела
1866. постао је директор истраживања у Zeiss Optical Works, а 1886. изумео је апохроматско сочиво, сочиво за микроскоп које уклања примарно и секундарно изобличење боје.  До 1870. године Абе је изумео Абеов кондензатор који се користи за осветљење микроскопа. 1871. године дизајнирао је први рефрактометар, који је описао у књижици објављеној 1874. године . Законе слике несветлећих предмета развио је до 1872. Zeiss Optical Works почео је да продаје његове побољшане микроскопе 1872. године, до 1877. продавали су микроскопе са хомогеним уроњеним објективом, а 1886. продавали су се и његови апохроматски објективни микроскопи. Створио је Абеов број, меру варијације индекса преламања било ког прозирног материјала са таласном дужином и Абеовим критеријумом, којим се испитује хипотеза да систематски тренд постоји у низу посматрања (у погледу решавајућих снага овај критеријум предвиђа да угаоно раздвајање не може бити мањи од односа таласне дужине и пречника отвора, видети угаону резолуцију). Док је био професор у Јени, Карл Зеис га је ангажовао да побољша процес производње оптичких инструмената, који се тада углавном заснивао на покушајима и грешкама.
Абе је први дефинисао термин нумерички отвор,  као синус половног угла помножен индексом преламања медија који испуњава простор између поклопца и предњег сочива.
Многи су Абеа приписали за откривање границе резолуције микроскопа и формуле (објављене 1873).
У Абе-овом раду из 1874, насловљеном „Прилог теорији микроскопа и природи микроскопског вида“, Абе наводи да је резолуција микроскопа обрнуто зависна од његовог отвора, али без предлагања формуле за границу резолуције микроскопа.
1876. године Зеис је Абеу понудио партнерство и почео да учествује у знатној добити.  Иако су прва теоријска извођења једнач. 1 објавили су други, поштено је рећи да је Абе први експериментално дошао до овог закључка. 1878. године саградио је први хомогени систем потапања за микроскоп.  Циљеви које је Абе-Зеис сарадња произвела били су идеалне геометрије зрака, омогућавајући Абеу да открије да отвор поставља горњу границу микроскопске резолуције, а не закривљеност и постављање сочива. Абеова прва публикација Ек. 1 догодио се 1882. У овој публикацији Абе наводи да су и његова теоријска и експериментална истраживања потврдила једначину. 1. Абеов савременик Хенри Едвард Фрип, енглески преводилац Абеових и Хелмхолтз-ових радова, своје доприносе ставља на равноправну основу. Такође је усавршио метод сметњи код Физеау-а, 1884. Абе, Зеис, Зеисов син, Родерих Зеис и Ото Скот, формирали су 1884. године  Jenaer Glaswerk Schott & Genossen. Ова компанија, која би се временом у суштини спојила са Zeiss Optical Works, била је одговорна за истраживање и производњу 44 почетне врсте оптичког стакла.  Радећи са телескопима, изградио је систем за преокрет слике 1895. године.
Да би постигао висококвалитетне циљеве, Абе је дао значајан допринос дијагнози и корекцији оптичких аберација, како сферних аберација, тако и кома аберација, што је потребно да би циљ достигао границу резолуције једначине 1. Поред сферне аберације, Абе је открио да зраци у оптичким системима морају имати константно угаоно повећање над њиховом угаоном расподелом да би се створила тачка ограничена дифракцијом, принцип познат као Абеов синусни услов. [10] Абеови прорачуни и достигнућа били су толико монументални и напредни да је Фритс Зернике на њима засновао свој рад на фазном контрасту, за шта је 1953. добио Нобелову награду, а Ханс Буш их је користио за рад на развоју електронског микроскопа.
Током свог удруживања са микроскопским радовима Карла Зеиса, не само да је био у првом плану на пољу оптике, већ и реформе рада. Основао је социјалдемократски Jenaische Zeitung  (новине) 1890. године , а 1900. увео је осмочасовни радни дан, у знак сећања на четрнаесточасовни радни дан свог оца.  Поред тога, створио је пензиони фонд и фонд за отпуст. 1889. године Ернст Абе је основао Фондацију Карл Зеис за истраживање у науци.  Циљ фондације је био да обезбеди економску, научну и технолошку будућност и на тај начин побољша безбедност посла својих запослених. Истакао је да се успех запосленика заснива искључиво на њиховој способности и перформанси, а не на њиховом пореклу, вери или политичким погледима. 1896. године реорганизовао је оптичке радове Зеис у задругу са поделом добити. Његова друштвена гледишта била су толико поштована да их је пруска држава користила као узор и идеализовала их је Алфред Вебер у књизи "Schriften der Heidelberger Aktionsgruppe zur Demokratie und Zum Freien Sozialismus" из 1947. године.
У његову част назван је кратер Абе на Месецу.

## Дела
- -Аbbe,Ernst (1873). "Über einen neuen Beleuchtungsapparat am Mikroskop" [О новом апарату за осветљење микроскопа].https://books.google.com/books?id=LMkVAAAAYAAJ&q=abbe&pg=PA469Archiv für mikroskopische Anatomie (in German).
- - (1873). "Beiträge zur Theorie des Mikroskops und der mikroskopischen Wahrnehmung"https://books.google.com/books?id=LMkVAAAAYAAJ&q=Abbe%20Archiv%20f%C3%BCr%20Mikroskopische%20Anatomie%201873&pg=PA413[Прилози за теорију микроскопа и микроскопског опажања] Archiv für Mikroskopische Anatomie (in German)
- — (1874). "Neue Apparate zur Bestimmung des Brechungs und Zerstreuungsvermögens fester und flüssiger Körper"https://books.google.com/books?id=87UUAAAAYAAJ&q=Jenaische%20Zeitschrift%20f%C3%BCr%20Naturwissenschaft%20Volume%208&pg=PA96Нова опрема за одређивање својства рефракције и дисперзије чврстих тела и течности] Jenaische Zeitschrift für Naturwissenschaft (in German).
- — (1875). "A New Illuminating Apparatus for the Microscope"https://books.google.com/books?id=sOEUAAAAYAAJ&q=A%20new%20illuminating%20apparatus%20for%20the%20microscope%201875%20abbe&pg=PA77 The Monthly Microscopical Journal.
- — (1876). Lawson, Henry (ed.). Translated by Fripp, H. E. "A Contribution to the Theory of the Microscope and the Nature of Microscopic Vision"https://books.google.com/books?id=TC8UAAAAYAAJ&q=Bristol%20Naturalists%20Society%201875&pg=PA200 Proceedings of the Bristol Naturalists' Society.
- — (1875). —— (ed.). "Extracts from Dr. H. E. Fripp's Translation of Professor Abbe's Paper on the Microscope".https://books.google.com/books?id=UTA4AAAAMAAJ&q=On%20the%20microscope%20abbe%201875%20monthly&pg=PA191The Monthly Microscopical Journal.
- — (1875). —— (ed.). "Extracts from Dr. H. E. Fripp's Translation of Professor Abbe's Paper on the Microscope (Cont.)"https://books.google.com/books?id=UTA4AAAAMAAJ&q=On%20the%20microscope%20abbe%201875%20monthly&pg=PA245 The Monthly Microscopical Journal.
- — (1878). "Über mikrometrische Messung mittelst optischer Bilder"https://books.google.com/books?id=nbcUAAAAYAAJ&q=ueber%20mikrometrische%20messung%20mittelst%20optischer%20bilder&pg=PR11[О микрометријским мерењима оптичким сликама]. Jenaische Zeitschrift für Naturwissenschaft (in German).
- — (1878). "Über Blutkörper-Zählung" [о бројању крвних зрнаца]https://books.google.com/books?id=nbcUAAAAYAAJ&q=Uber%20Blutkoerper%20Zahlung&pg=PR98.  Jenaische Zeitschrift für Naturwissenschaft (in German). Jena, Germany: Verlag Von Gustav Fischer: 98–105.